# Myōō-in

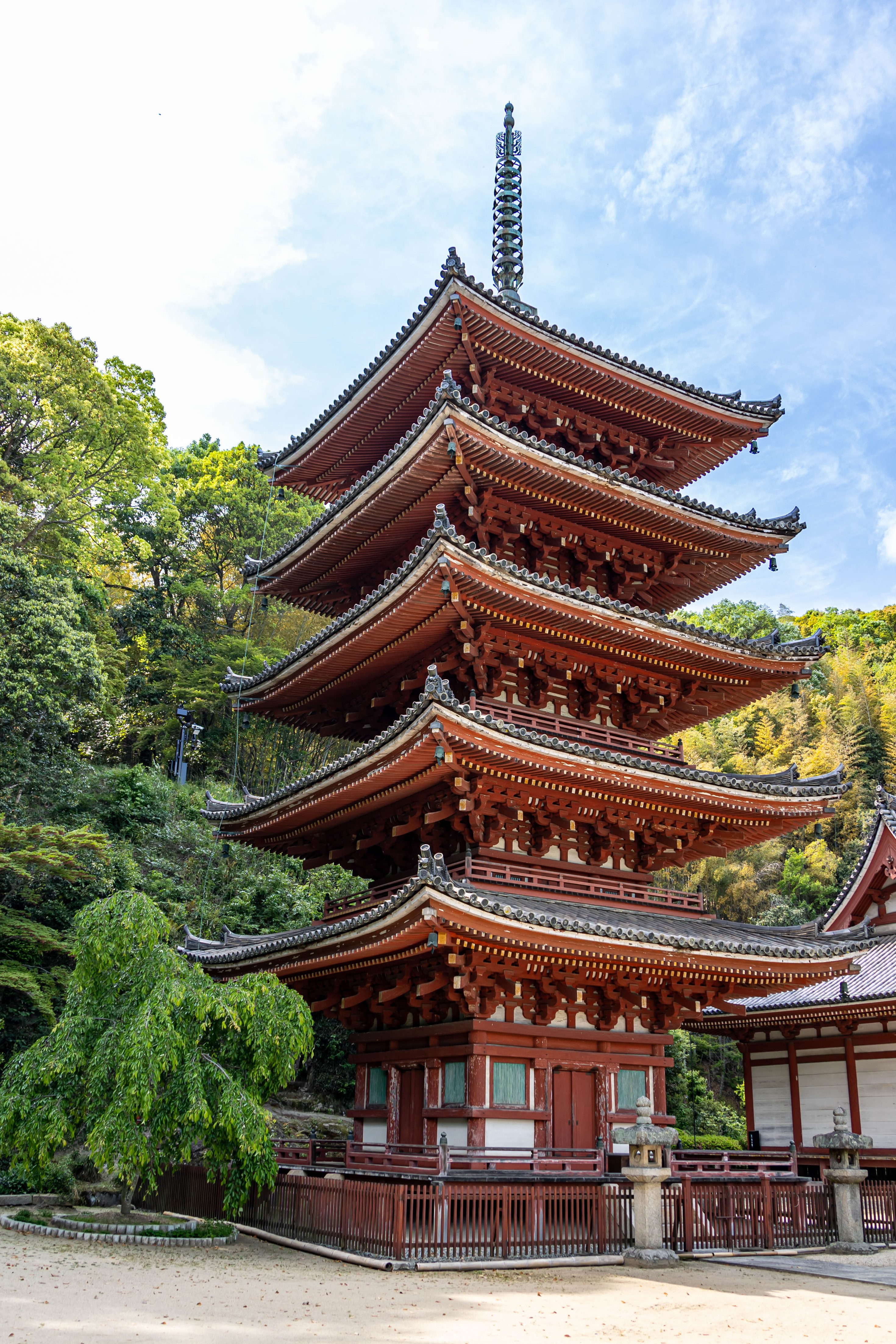

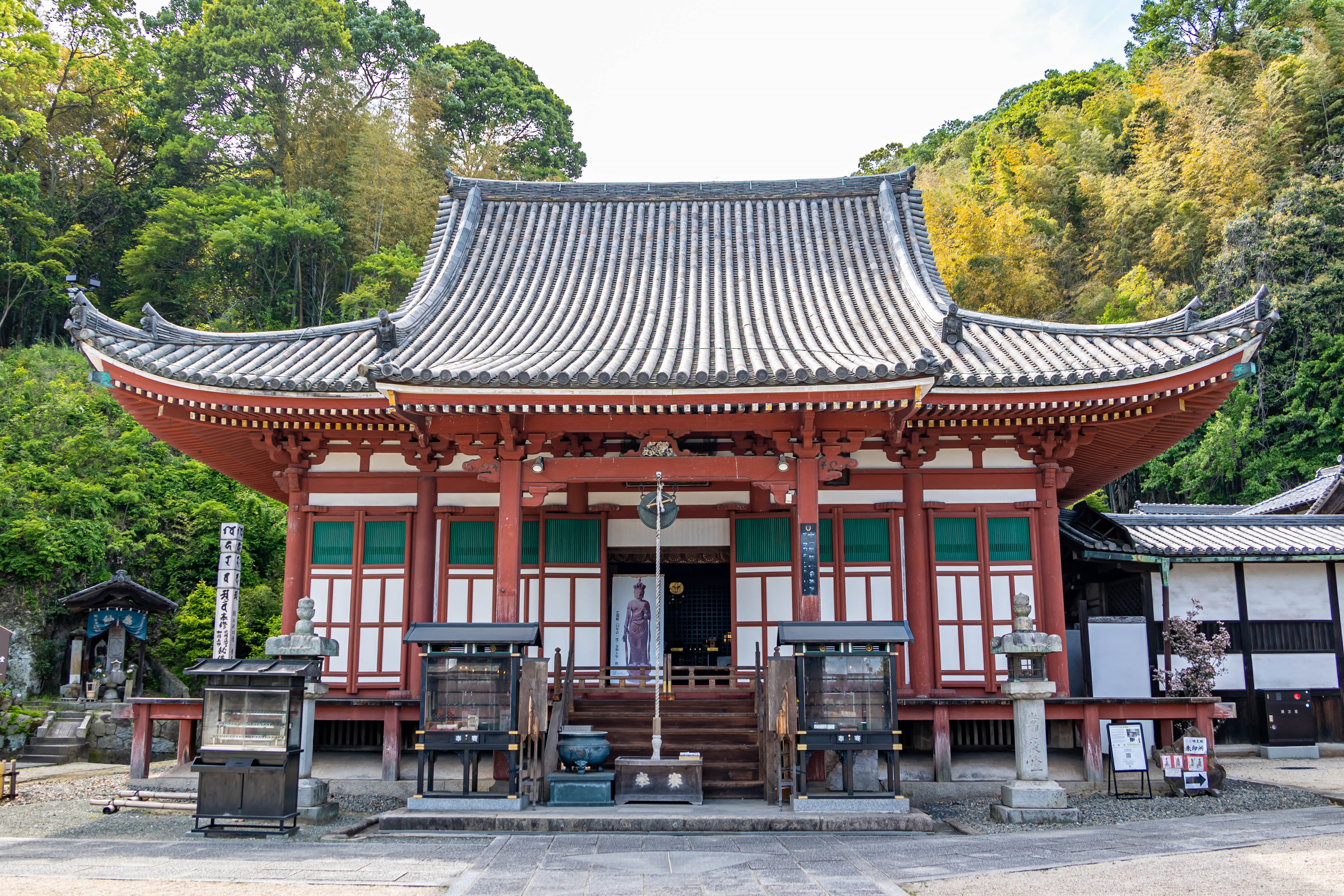

Myōō-in (明王院) est un temple bouddhiste situé à  Fukuyama, préfecture de Hiroshima au Japon.

## Histoire
Le temple aurait été construit en 807 par Kukai au nom de l'école bouddhiste Ritsu. Son nom original est Jofuku-ji. On estime que l'objet principal d'adoration du temple, une statue de Juichimen-Kannon, date des premières années de l'époque de Heian et il est sûr qu'elle existe au IXe siècle.
Durant l'époque d'Edo, le temple change son nom et appartenance de secte pour se placer sous la protection du clan Mizuno, un clan de daimyo de la région. Le temple appartient aujourd'hui à Daigakuji-ha du bouddhisme Shingon.

## Objet de vénération
- Juchimen-Kannon – peut-être sculptée au IXe siècle

## Patrimoine culturel
Ce temple possède deux trésors nationaux et un bien culturel important choisis par l'agence des affaires culturelles.

### Trésor national
- Le bâtiment principal (honden) – construit en 1321
- Une pagode à cinq étages – construite en 1348

### Bien culturel important
- Juichimen-Kannon

## Source de la traduction
- (en) Cet article est partiellement ou en totalité issu de l’article de Wikipédia en anglais intitulé « Myōō-in » (voir la liste des auteurs).